# Begonia parvula
Espèce
Begonia parvula est une espèce de plantes de la famille des Begoniaceae.
L'espèce fait partie de la section Reichenheimia.
Elle a été décrite en 1906 par Hector Léveillé (1863-1918) et Eugène Vaniot (?-1913).

## Répartition géographique
Cette espèce est originaire du pays suivant : Chine.